# 杉本佳宣
杉本 佳宣（すぎもと よしのり、1998年1月16日 - ）は、キリンプロ大阪オフィスに所属していた日本の元子役。

## 出演

### テレビドラマ
- 鬼平犯科帳（フジテレビ）
- 超星艦隊セイザーX（テレビ東京）

### ビデオパッケージ
- サンマークスだいにち（サンヨーホームズ）

## モデル活動

### スチール
- 本田技研工業